# Os Azeitonas
Os Azeitonas est un groupe de pop rock portugais, originaire de Porto. Le groupe, formé en 2002, est composé de Mário Marlon Brandão et Luísa Nena Barbosa au chant, et João Salsa Salcedo au chant et clavier. Le groupe compte cinq albums studio et un DVD.
Os Azeitonas est connu pour ses singles à succès Quem És Tu Miúda, Anda Comigo Ver os Aviões, Café Hollywood, Ray-Dee-Oh et Tonto de Ti. Le cinquième album du groupe, AZ, sort le 8 juillet 2013 chez Parlophone, successeur d'EMI Music Portugal. Le groupe est nommé deux fois dans la catégorie du « meilleur groupe portugais » aux MTV Europe Music Awards.

## Biographie
Formé en 2002 pendant un jeu entre amis, le groupe apparaît sur des albums distribués par Rui Veloso. Le premier album du groupe, Um Tanto ou Quanto Atarantado, sort en juillet 2005 chez Maria Records, propriété de Veloso. En août 2006, ils sortent uniquement en ligne le single Sílvia Alberto, qui restera pendant quelques semaines à la première place des meilleurs téléchargements. D'autres chansons suivront dans le même format, comme Queixa ao Pai Natal (Noël 2006) et Queixa a Cupido (février 2007).
En décembre 2007, ils sortent Rádio Alegria, distribuée en format livre audio. Il comprend certaines des chansons les plus célèbres d'Os Azeitonas comme Quem és Tu Miúda, Nos Desenhos Animados (Nunca Acaba Mal) ou Mulheres Nuas. Après deux albums publiés (en format physique et numérique), par Maria Records, ils sortent Salão América en téléchargement gratuit sur leur site web. L'œuvre comprend les tubes Anda Comigo Ver os Aviões, Café Hollywood et Dança, Menina Dança.
En 2011 sort le DVD Em Boa Companhia Eu Vou, enregistré en direct en décembre 2010. Le disque s'accompagne de la première édition physique (sur CD) de l'album Salão América. L'album atteint, en 2012, la deuxième place du top des ventes au Portugal. Le morceau Anda Comigo Ver os Aviões devient un grand succès après avoir été chanté par un concurrent de l'émission Ídolos. Elle a également été adaptée par Vasco Palmeirim, de l'émission matinale de Rádio Comercial, en une satire de Pingo Doce intitulée Anda comigo ver as promoções. En mai 2012, Miguel Araújo, qui fait partie d'Azeitonas sous le nom de scène Miguel AJ, sort son premier album solo.
Le groupe est nommé dans la catégorie du « meilleur groupe portugais » aux MTV Europe Music Awards 2012, qui est finalement remporté par la chanteuse Aurea. Le 11 octobre 2016, Os Azeitonas annonce, sur les réseaux sociaux, le départ de Miguel Araújo pour se consacrer à sa carrière solo, son dernier concert en tant que membre du groupe ayant eu lieu le 1er janvier 2017.
La participation d'Os Azeitonas au Festival da Canção est confirmée, un festival qui sélectionnera le représentant du Portugal au Concours Eurovision de la chanson, avec la chanson Solta a voz e canta.

## Discographie

### Albums studio
- 2005 : Um Tanto ou Quanto Atarantado
- 2007 : Rádio Alegria
- 2009 : Salão América
- 2011 : Em Boa Companhia Eu Vou
- 2013 : AZ
- 2018 : Banda Sonora

### Vidéographie
- 2011 : Em Boa Companhia Eu Vou